# Oleniegorskij gorniak
BDK-91 Oleniegorskij gorniak (Оленегорский горняк) − duży okręt desantowy projektu 775/I (w kodzie NATO: Ropucha-I) Marynarki Wojennej Rosji. Zbudowany w  Stoczni Północnej w Gdańsku, wszedł do służby w Marynarce Wojennej ZSRR w 1976 roku. Służył we Flocie Północnej, początkowo pod oznaczeniem SDK-91, od 1983 roku: BDK-91. Przejęty przez marynarkę wojenną Rosji, otrzymał w 2003 roku nazwę „Oleniegorskij gorniak”. Przeniesiony na Morze Czarne, wziął udział w inwazji na Ukrainę, podczas której został uszkodzony.

## Historia

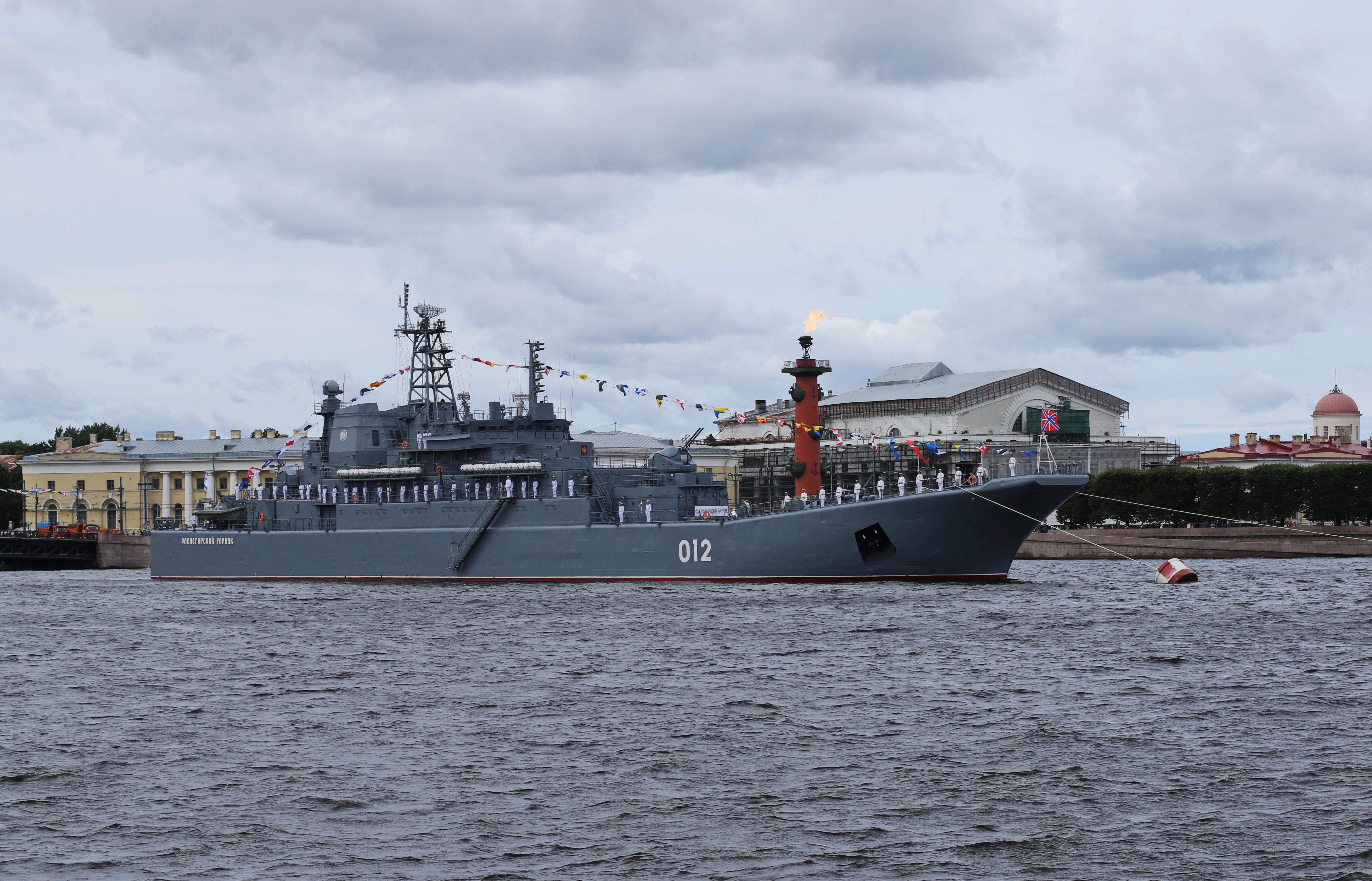
„Oleniegorskij gorniak” w 2021 w Petersburgu

Okręt został zbudowany w Stoczni Północnej w Gdańsku, jako piąty z serii dużych okrętów desantowych projektu 775 pierwszej odmiany (775/I), zaprojektowanych w Polsce i budowanych dla ZSRR. W kodzie NATO typ ten był oznaczany jako Ropucha, względnie Ropucha I. Okręt wodowano w 1975 roku. Nosił numer stoczniowy 5 w ramach jednostek projektu 775.

## Skrócona charakterystyka
Okręty desantowe proj. 775 dysponują przelotową ładownią, dostępną przez rampę dziobową i rufową, o długości 95 m, szerokości od 4,5 do 6,5 m i wysokości 4,5 m. Na dziobie jest otwierana furta i opuszczana pochylnia; w celu rozładunku okręty mogą wpływać na plażę. Jednostki mogą transportować do 13 czołgów lub transporterów opancerzonych albo 20 ciężarówek i w obu wariantach 150 żołnierzy. Załoga liczy 87 osób, w tym 8 oficerów.
Wyporność okrętu niezaładowanego wynosi 2900 ton (czasem podawana jako standardowa), a pełna – 4400 ton. Długość całkowita wynosi 112,5 m, a na linii wodnej 105 m, szerokość wynosi 15 m, a zanurzenie maksymalne 3,17 m.
Uzbrojenie artyleryjskie okrętów projektu 775/I stanowią cztery armaty uniwersalne kalibru 57 mm w dwóch dwudziałowych wieżach AK-725, umieszczonych przed i za nadbudówką i kierowanych radarem artyleryjskim Bars. Zapas amunicji wynosi 2200 nabojów 57 mm. Ponadto mają do samoobrony dwie poczwórne wyrzutnie pocisków przeciwlotniczych bardzo bliskiego zasięgu Strieła-3 samonaprowadzających się na podczerwień, z zapasem 32 pocisków. Dla potrzeb wsparcia desantu okręty uzbrojone są w dwie dwudziestoprowadnicowe wyrzutnie niekierowanych pocisków rakietowych kalibru 122 mm Grad-M, ze 160 pociskami. Podczas wojny z Ukrainą, po 2022 roku „Oleniegorskij gorniak” został dozbrojony w cztery podwójnie sprzężone karabiny maszynowe kalibru 14,5 mm KPW na dwóch podstawach 2M-7 dla obrony przez lekkimi łodziami.
W skład wyposażenia radioelektronicznego jednostek projektu 775/I wchodzi stacja radiolokacyjna wykrywania nawodnego i powietrznego Rubka oraz radar nawigacyjny Don. Do kierowania ogniem artylerii służy radar Bars na kolumnie za kominami na rufie. Okręty ponadto wyposażone są w dwie szesnastoprowadnicowe wyrzutnie celów pozornych PK-16 kalibru 82 mm służące do walki elektronicznej.
Napęd stanowią dwa silniki wysokoprężne 16 ZVB 40/48 o łącznej mocy 19 200 KM, poruszające dwie śruby. Prędkość maksymalna wynosi 17,5 węzła. Zasięg wynosi 3500 Mm przy prędkości 16 w i 6000 Mm przy prędkości 12,5 w.

## Służba
Okręt wszedł do służby w Marynarce Wojennej ZSRR 30 czerwca 1976 roku. Początkowo nadano mu oznaczenie: SDK-91 (СДК-91), od sriednij diesantnyj korabl – średni okręt desantowy, w 1983 roku zmienione na BDK-91 (ВДК-91), od bolszyj diesantnyj korabl – duży okręt desantowy. 
Po rozpadzie ZSRR w grudniu 1991 roku BDK-91 został przejęty przez Marynarkę Wojenną Rosji pod tym samym oznaczeniem. Wchodził w skład Floty Północnej. W 2003 roku nadano mu dodatkowo nazwę „Oleniegorskij gorniak” (pol. „oleniegorski górnik”, od kombinatu wydobycia i przerobu rud w Oleniegorsku). W Rosji nosił numer burtowy 012.
W styczniu 2022 roku wraz z dwoma innymi okrętami desantowymi („Piotr Morgunow” i „Giergij Pobiedonosiec”) został przerzucony z dalekiej Północy na Morze Czarne, w celu wzięcia udziału w inwazji Rosji na Ukrainę. Służył m.in. do transportu ładunków cywilnych po uszkodzeniu w drugim ataku Mostu Krymskiego.
W nocy 3/4 sierpnia 2023 roku „Oleniegorskij gorniak” został poważnie uszkodzony w ataku łodzi bezzałogowych (dronów morskich) na port w Noworosyjsku. Opublikowano film z kamery na łodzi tuż przed uderzeniem w lewą burtę, a nadto ujawniono w rosyjskich mediach społecznościowych film przedstawiający późniejsze holowanie okrętu z przechyłem na lewą burtę. Wybuch spowodował wyrwę w lewej burcie w rejonie linii wodnej na wysokości stanowiska dowodzenia o wymiarach ok. 4×5 m, lecz okręt nie zatonął, po czym został naprawiony w doku pływającym PD-190 w Noworosyjsku. Atak został przeprowadzony przy użyciu drona konstrukcji ukraińskiej typu Sea Baby.
W styczniu 2024 r. pojawiły się informacje, że okręt po kilkumiesięcznym remoncie wrócił do służby, choć brak danych, w jakim stopniu jego sprawność została przywrócona.